# キャンプ・ハンセン
座標: 北緯26度27分38秒 東経127度54分54秒 / 北緯26.460467度 東経127.915076度
キャンプ・ハンセン（英語: Camp Hansen）は、沖縄県名護市、恩納村、宜野座村、金武町に所在するアメリカ海兵隊の基地である。在日米軍基地、沖縄の米軍基地の一つであり、同じく在沖海兵隊の基地キャンプ・シュワブと北側で隣接し、広大な中部訓練区域を形成している。
基地の名称は、太平洋戦争末期の沖縄戦で戦死し名誉勲章に叙されたデール・マーリン・ハンセン（英:Dale M. Hansen）海兵隊二等兵にちなんで命名された。

## 基地概要
キャンプハンセンは、国道329号以南の金武町の市街地に面した施設区域「キャンプ地区」と、山岳部の「訓練地区」から形成されている。
また、北側に隣接するキャンプシュワブと共に、中部訓練区域（Central Training Area）を形成し、幾つかの射撃場や、実弾射撃訓練のための一連の建物や、その他の訓練区域を含み、沖縄本島で実弾射撃が許されている数少ない場所である。また、キャンプ・ハンセンは軍刑務所もあり、極東周辺の軍関係者を短期間監禁するための施設となっている。
本基地を上空からの写真で見ると平地に碁盤の目上に建物が整然と建つ東側の平野部と、西側の丘陵地帯からなっていることに気づく。前者が国道329号沿いの金武町の市街地に面した「キャンプ地区」であり、後者はキャンプ地区北西側の恩納村から名護市、宜野座村に至っており「訓練地区」と呼ばれている。『名護市と基地』によれば、訓練場は、CTA1a - 1c、2a - 2g、3a - 3f、5a - 5fに細分されている。3c、3f及び4地区を除いた地区では実弾射撃は行わず、一般演習場として部隊訓練或いは戦術訓練が行われるという。実弾射撃を実施している区域は2005年時点で12となっている。
基地内の水域は必要に応じて毎日使用している。空域、およびR-177と呼ばれるイーズリー射撃場は常時使用となっている。『沖縄の米軍基地 平成20年度版』には「同施設の訓練区域一帯は沖縄本島有数の森林地帯となっており、木材等生産、水源かん養林の機能を果たしている」と明記されており、国、市町村有地の過半は森林である。水源の少ない沖縄本島の中で北部に次ぐ森林地帯のため、各種のダムが多く建設されその集水域となっている。
ヘリパッド数については米軍の運用上の都合を理由として非公表である。
施設には売店（PX）、劇場、コンビニエンスストア、2つのジム、The Palmsとして知られる総合エンターテインメント施設（consolidated entertainment facility）がある。Palmsには2つのレストランとして、下士官向けのSNCOと、士官向けのクラブがある。

### 基礎情報
出典は『名護市と基地』2010年版による。
- 名護市（字久志、字喜瀬、字幸喜、字許田）：計1,682千 m2
- 恩納村（字恩納、字喜瀬武原、字安富祖、字大田）：計15,667千 m2
- 宜野座村（字宜野座、字惣慶、字漢那）：計12,386千 m2
- 金武町（字金武、字伊芸、字屋嘉）：計21,448千 m2
- 総面積：51,182千 m2
  - 国有地：1,997千 m2
  - 県有地：186千 m2
  - 市町村有地：40,110千 m2
  - 私有地：8,889千 m2
- 地主数：2162人（2009年3月時点）
- 年間賃借料（2008年度実績）：72億2,000万円
- 駐留軍従業員数：555人（2009年3月時点）
- 駐留海兵隊規模：総計約6000名[5]

金武町の町域の6割余りを本基地が占めているため、本基地は周辺自治体の中でも金武町に対してとりわけ大きく影響を与えている。

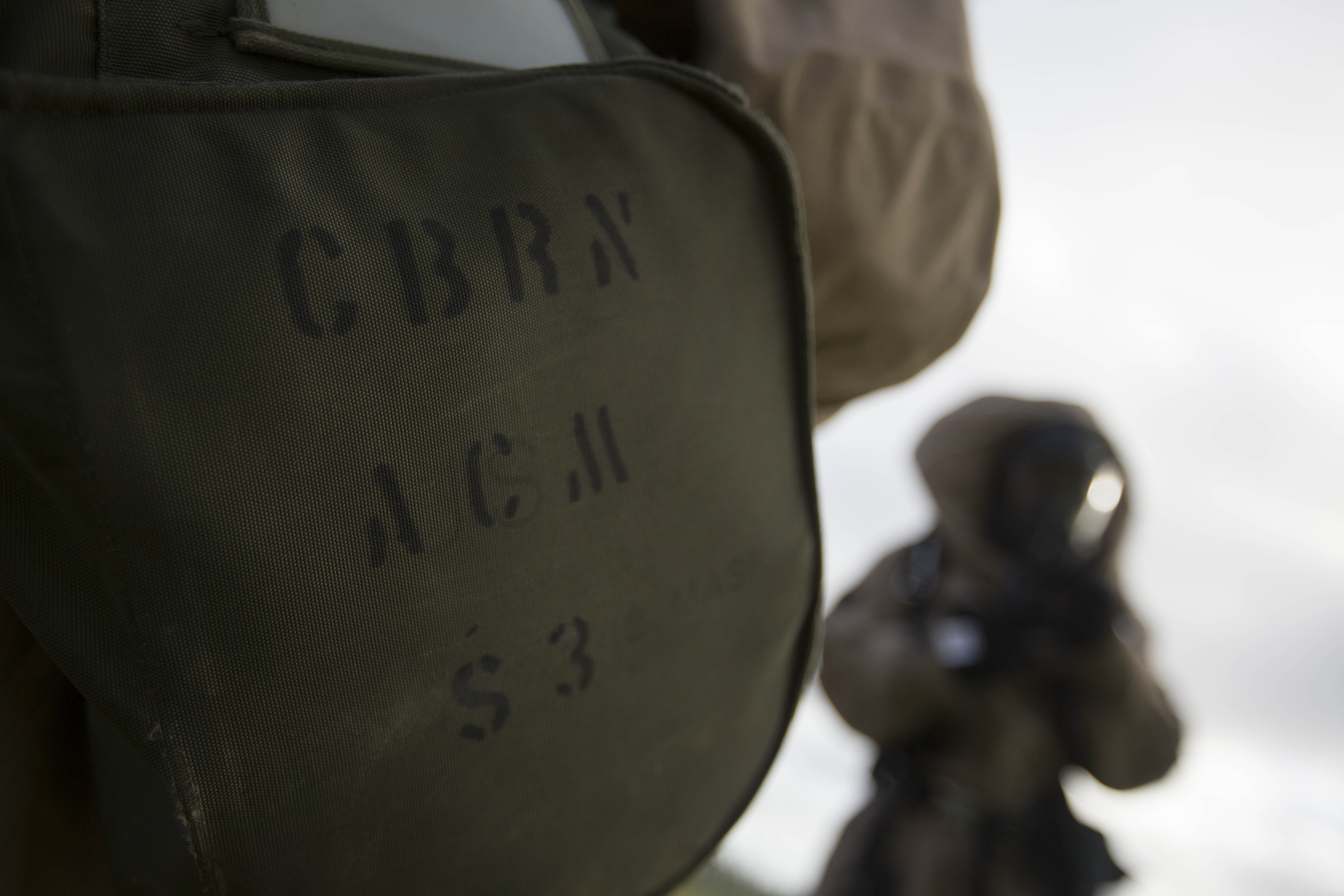
第31海兵遠征隊の米国海兵隊化学生物放射性核（CBRN）防衛チームが、2014年7月30日、沖縄のキャンプハンセンで訓練演習を実施。

### 所属部隊
アメリカ海兵隊キャンプ・バトラーの一部を形成する
- 司令部、第12沿岸海兵連隊（MLR）[6]。
  - 同第3大隊
- 第3情報大隊
- 第7通信大隊
- 第31海兵隊遠征隊
- 第5海兵航空管制中隊 (ANGLICO)
- 第3衛生大隊
- 第9工兵支援大隊（第3海兵役務支援群）
- 特殊作戦訓練群（Special Operations Training Group）

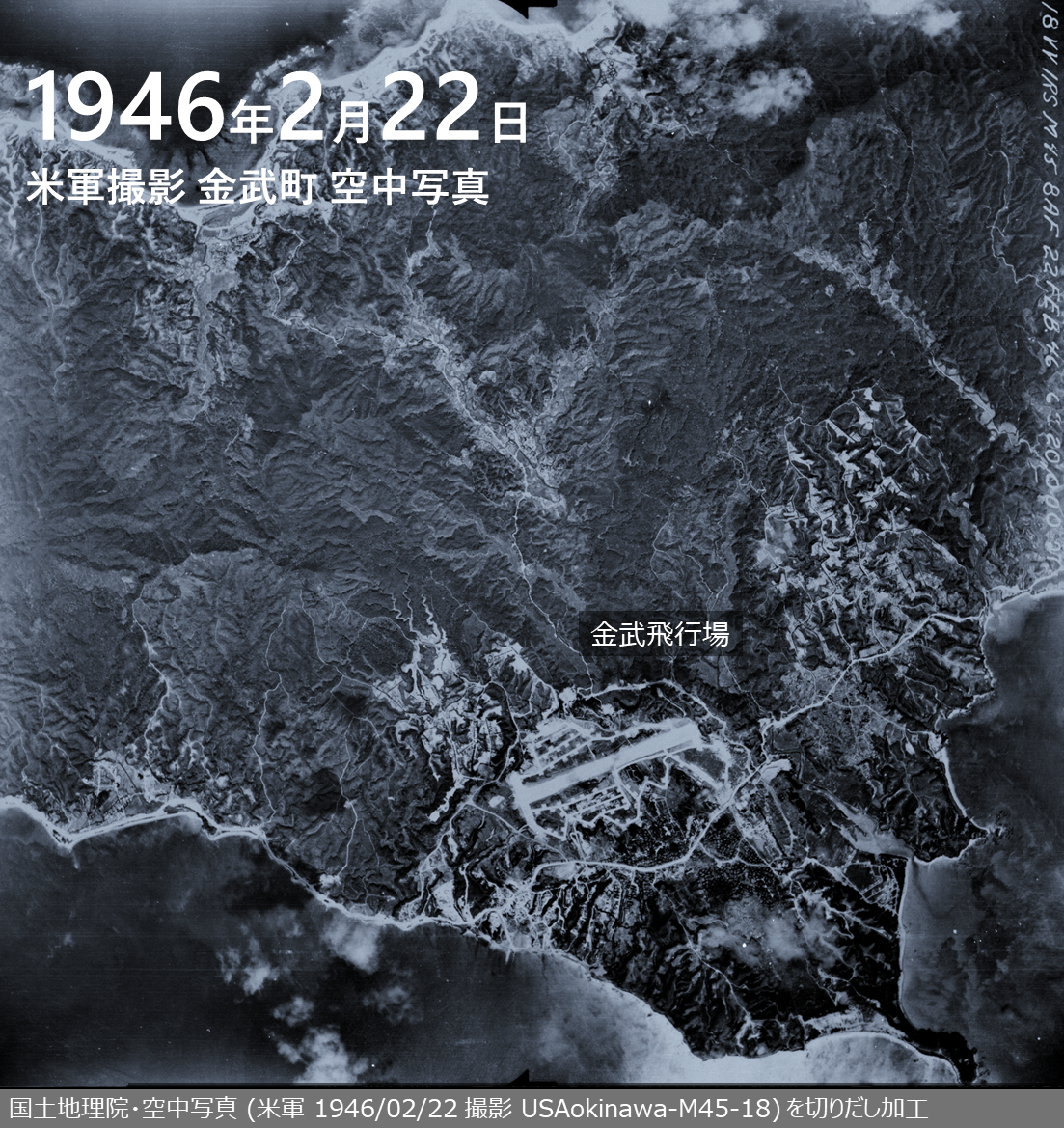
キャンプ・ハンセンとして拡大する以前の金武飛行場 (1946年2月22日)

- 第3偵察大隊の一部
- 第3海兵師団 トラック中隊

## 歴史

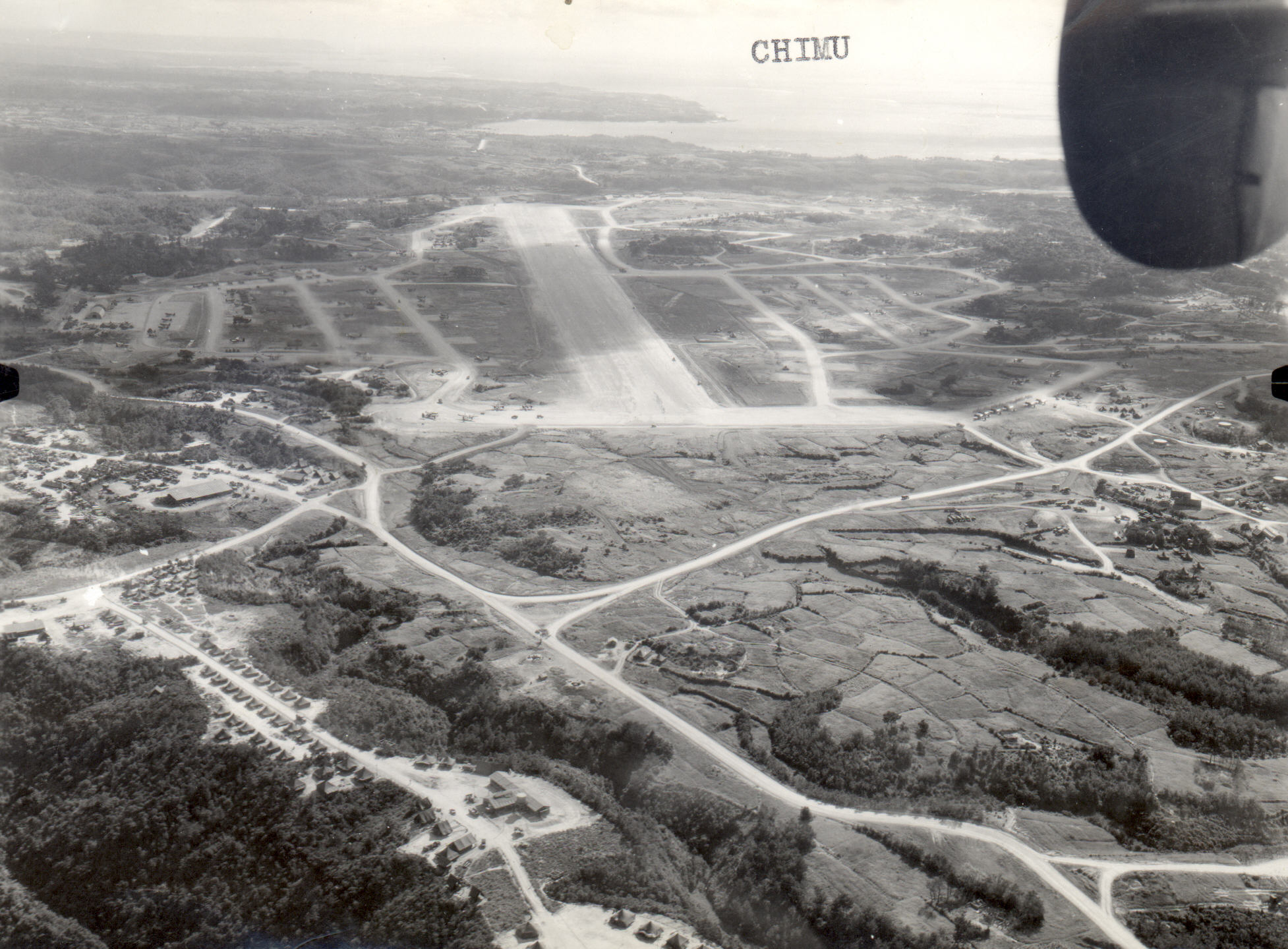
1945年4月下旬から米軍によって建設された金武飛行場 (Chimu Airfield)

### 金武飛行場
1945年の沖縄戦で、金武村に侵攻した米軍は金武池原一帯に金武飛行場の建設を開始した。4月下旬にはほぼ完成したが、5月中旬から恩納岳や久志岳に潜伏していた陸軍中野学校の将校らが率いるゲリラ戦の少年兵 (護郷隊) が飛行場を襲撃し、5月21日には燃料集積所を爆破した。隣接する金武・並里の住民は護郷隊を匿っていると疑われ、徹底した金武掃討が行われた。6月20日には全住民の民間人収容所 (漢那収容所、宜野座収容所、石川収容所等) への移動が命じられ、億首川を境界に金武飛行場区域への立ち入りが禁じられ、焼け残っていた家屋も解体された。
- 1945年4月下旬：沖縄戦中、上陸した米軍は金武村 (当時) 農耕地に約2000 mのコーラル敷滑走路を建設し、「金武飛行場」(Chimu Airfield) を開設。
- 1945年7月1日：5000フィートの滑走路が完成。
- 1947年6月：射撃演習場として再使用するため、沖縄民政府総務部が事前調査を実施

### 射撃演習場
開設当初は飛行場としての設置であり、その目的は日本本土空襲の発進基地という位置付けであったが、『調和』によれば貨物輸送機の発着に使用されていたという。日本の降伏後、金武飛行場は一時放棄されたが、1947年に「飛行場を射撃場に使用する」方針が立てられた。当時地元では薪炭向けの材木切り出しのため村有林を払い下げて復興に資する計画を持っていたため、金武、並里、喜瀬武原の区長が演習場設定阻止の陳情を沖縄民政府工務部長で金武出身の松岡政保に働きかけを行った。しかし、米軍の強行により演習場としての運用が開始され、当初は小銃程度の使用だったものが、1949年になるとバズーカ、迫撃砲、野砲などが加わり、朝鮮戦争の開始（1950年）によりさらに洋上に停泊する艦船による演習も追加されて大幅に拡大された。この頃、同時に沖縄の基地自体も恒久化が決定された。
- 1947年7月：射撃場への転換を地元に通知
- 1947年9月：米軍が旧金武飛行場周辺の村有林に射撃場を設定し、射撃演習を開始
- 1950年6月：朝鮮戦争勃発に伴い、艦砲射撃、航空支援（銃撃、爆撃）等の演習が追加
- 1957年：「キャンプ・ハンセン」使用開始
- 1959年：「キャンプ・ハンセン訓練場」使用開始
- 1962年10月20日：兵舎地区を中心とした施設工事が完了
- 1971年6月30日：沖縄返還協定了解覚書C表によりキャンプ・ハンセン訓練場の一部177.4千 m2、キャンプ・ハンセンの一部390.6千 m2を返還
- 1972年5月15日：沖縄返還。2施設が統合され、「キャンプ・ハンセン」として提供開始
- 1975年5月19日：沖縄自動車道路敷のため約576千 m2を返還
- 1986年：キャンプ・マクトリアスより4軍共同運営の刑務所が移転。
- 1990年3月：最初の都市型戦闘訓練施設が完成
- 1996年12月2日：沖縄に関する特別行動委員会（SACO）の最終報告にて、県道104号線越え実弾砲兵射撃訓練は、1997年度中に取りやめることが合意された。
- 2002年2月6日：着工を予定している漢那ダムのため、約839,000 m2が返還された。この際、漢那ダムの湖水面を米軍と共同使用することを返還条件とした。
- 2006年5月1日：在日米軍再編に伴い陸上自衛隊との一部施設共同使用の方針が発表される。
- 2006年7月10日：億首ダム用地として、土地約729,000 m2の返還を日米合同委員会で合意した[7]。
- 2013年8月5日：キャンプ・ハンセン敷地内においてHH-60が1機墜落、乗員4名中1名が死亡した。この機は第5空軍第18航空団の第33救難飛行隊に所属する機だった
- 2013年9月：日米合同委員会は、キャンプ・ハンセンの一部返還に合意した。2014年6月30日に名護市幸喜区内の55ヘクタールを、2017年6月30日に名護市喜瀬区と許田区の計107ヘクタールを返還する計画であるとした。なお、名護市長稲嶺進、『沖縄タイムス』などは、この返還を歓迎しない態度を表明した[8]。
- 2014年6月30日：幸喜区の55ヘクタールを返還[9]。
- 2017年6月30日：喜瀬区と許田区の計107ヘクタールを返還[9][10]。

### 大規模基地の建設工事
國場組が主契約者となったことで知られる恒久施設の建設は1950年代末からである。最盛期には2000名の労働者を監督して工事は実施された。
工事計画は1958年に公表され、1959年5月15日に国際入札が実施された。当初計画では予算約1100万ドルであり、後に実施された追加工事は400万ドルの契約 である。『國場組社史』はこれを約40億円、現在（1984年出版時）の貨幣価値に換算すれば数十倍と書いている。
『極東の城』には次のような規模だと伝えている。
- 収容人員：海兵隊員約5000名
- 建物：218棟[13]
- 道路、駐車場の舗装：251,320平方ヤード
- 排水渠延長：22,935フィート
- 直接埋設電力線延長：39,160フィート
- 銅電線延長：57,260フィート
- 鋳鉄製水道管延長：52,290フィート
- コンクリート下水管延長：46,590フィート
- 地下輻射暖房システムの完備
- 専用の水源としてキャンプ・ハンセンダムを建設
- 工事区域面積：約800万平方メートル

この入札は沖縄内ばかりでなく本土の業者や海外の業者も参加したが、國場組としては採算性に多少目を瞑ってでもこのプロジェクトを受注して名を挙げることとし、ギリギリの採算ラインとして1114万5600ドルの入札価格を弾き出した。しかし、1,100万ドル前後が勝負と見られたため、更に15万ドル差し引く案が提案され、熟考の末、社長の國場幸太郎の決断により差し引いた。結果は、1位で堂々の落札となったが、2位のフィリピンの業者とは僅か2万2,000ドルの差であった。なお最高入札額は本土のある業者で1772万7554ドルであった。その後、細部を詰めてアメリカ陸軍工兵隊沖縄地域工兵隊と6月11日に契約授与の署名を手交した。
ただし着工後は問題も発生した。國場組は戦後一貫して米軍関係工事を受注し続けており、米軍工事につき物のPQ（Pre-Qualification,事前審査）による施工能力、実績などのハードルも乗り越えて来ており、米軍仕様には慣れていた。それでもこの工事の際米軍が求めてきた検査の厳格さは従来に無いものであり、検査官に工事のやり直しを命じられた箇所もあった。また、工事規模が大きくなったことから建設労務者と機材が逼迫し、各種技能者への手当ても高騰する結果となった。当時沖縄は基地建設ブームで島外からも業者が参入しており、國場組を含めて土木機械はリースで調達することが多かったため、このリース料も高騰した。このような要因により、國場組の工程管理と労務管理は失敗し、同社は資本金の3倍を上回る欠損を出して銀行の管理下に入り経営再建の道を歩むこととなったのである。なお、当時としてはプレキャスト・折版造りで建設されたキャンプとしては海兵隊最大のものであった。1962年10月20日、工事は完成した。
この建設工事完工に連動して基地周辺には米兵を顧客とする特飲街（通称「新開地」）が発達し、人口も町外から流入して急増していった。金武にて町制の施行は1980年4月1日である。

### 県道104号線超え砲撃訓練
かつて県道104号線越えの実弾射撃演習が実施され、その総回数は180回余りに達した。これは、復帰以降に開始された野砲による砲撃訓練であり、第1回は1973年3月30日に実施、1973年4月24日に実施した第2回より県道封鎖が実施された。
1996年、SACOでの日米合意によって演習の移転が決定された。

### 都市型戦闘訓練施設

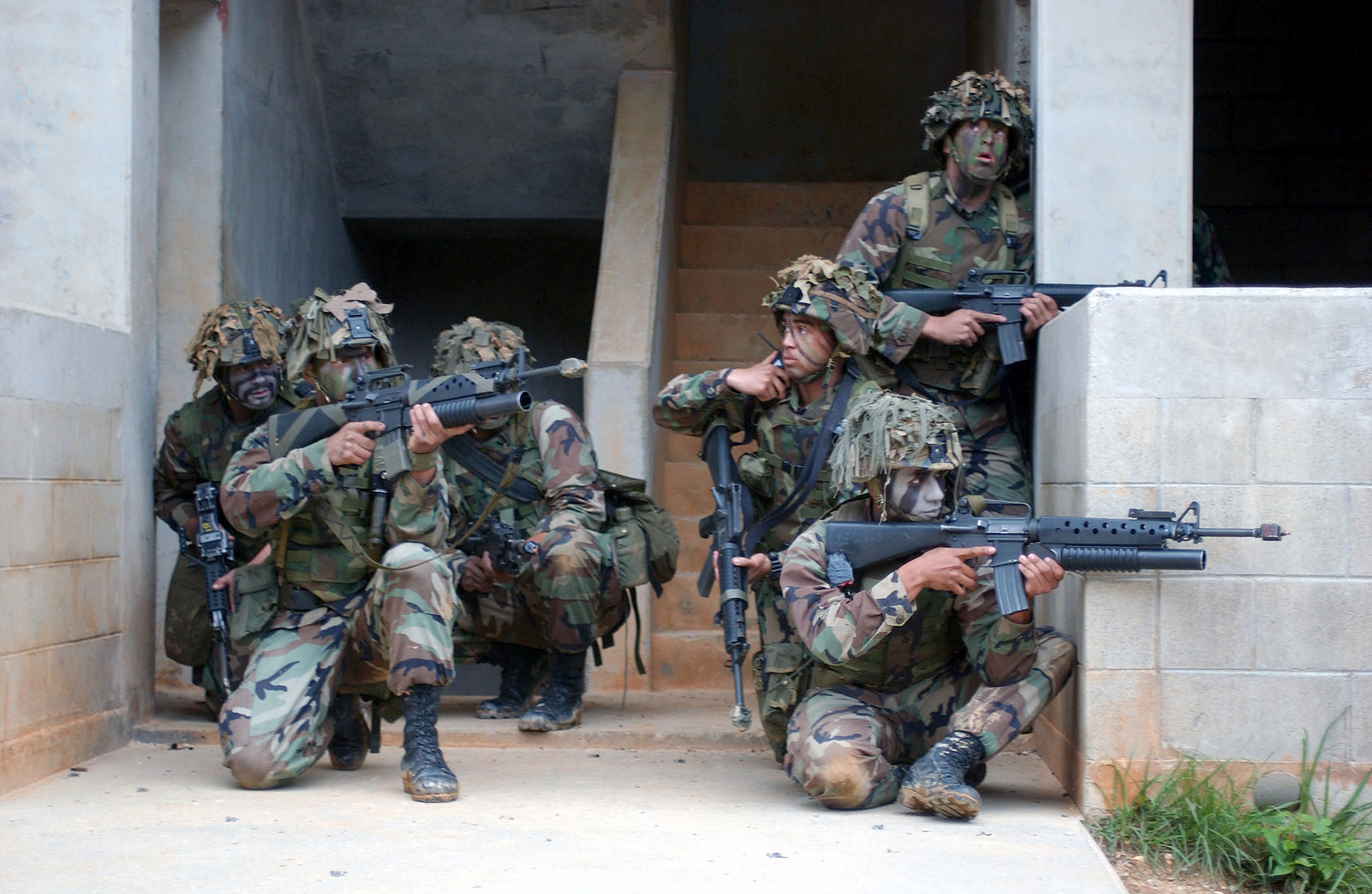
キャンプ・ハンセン MOUT (Military Operations in Urban Terrain) 演習

基地の豊富な沖縄にあっても、米軍基地に欠落する機能は存在した。そのひとつが都市環境を模した戦闘訓練施設であった。この問題を解消するため1990年3月、宜野座村福山区付近戦闘訓練村が完成した。これは西太平洋で海兵隊が保有する唯一の施設である。完成当初の施設は教会、小学校、レストラン、銀行、2階建てアパート2棟の計6棟から成り、近傍にヘリパッドがある。村に通じる道路は2本である。人質救出作戦、全面侵攻など様々な戦術状況を想定した訓練が実施されている。建設業者にとって異質だったのは、各建物によじ登ったり、懸垂降下出来るように引っ掛けが設けられたことであり、窓の大きさは異なるものばかりであることだった。こうした工夫は海兵隊員に想定外の状況での行動を可能とするように設計された。
しかし、この時の訓練施設建設に対しては地元より激しい反発があった。特に反発が激しかったのは恩納村に建設された施設で、同村は当時既にリゾート地として開発が進んでいたことも理由となっている。建設資材搬入の際、沖縄県警は機動隊を投入して護衛を図った程のものであった。その後、知事であった西銘順治の訪米直訴により、恩納村に建設された訓練施設は解体・撤去の方針となり、1993年7月に作業は完了した。その後、長らく宜野座村福山区付近に建設された方の施設のみが供用されてきた。

### 米軍再編以降
2000年アメリカ合衆国大統領選挙で勝利したジョージ・W・ブッシュの政権になると、海兵隊を含めたアメリカ軍4軍種は沖縄の米軍基地も含め、地球規模で米軍再編を開始した。

#### 陸軍複合射撃場
キャンプ・ハンセンは海兵隊基地だが、アメリカ陸軍など他の軍も訓練に使用している。2002年度予算において、新たな複合射撃場が建設されることが2001年12月21日、2002年9月21日から26日にかけての新聞で相次いで報じられた。この施設は2005年に複合射撃訓練場（いわゆる都市型戦闘訓練施設）としてレンジ4（Range4）と呼ばれる区域に建設された。当時の政府答弁書によれば、従来レンジ16に設置していた訓練場が損耗して移設を検討していた際、陸軍が本基地とキャンプ・シュワブで分散実施していた訓練を統合・効率化するためレンジ4への新設計画が持ち上がったという。使用する部隊は特殊部隊群第1大隊（グリーンベレー）である。
しかし、当該地は伊芸地区の住宅地から300 m余りの場所にあり、地元から「近すぎる」と批判が出されていた 。このような地元からの抗議を受け、完成直前に町村信孝外務大臣は再移設の方針を明示し、移設に向けた動きが始まった。代替施設完成後、レンジ4の施設は海兵隊へ移管する方針である旨が日本国外務省より説明された。海兵隊移管後の取扱いについては「米軍が実弾射撃訓練を行うことは想定されていない」との答弁がなされている。
なお、レンジ16の代替施設が完成するまでは、レンジ4の施設を暫定使用することとされた。2005年にこの施設での訓練が開始された際には日本の民主党も抗議の談話を出しており、名代はネクスト防衛庁長官前原誠司である。この施設については代替施設の建設が進められ、2009年7月末に完成、沖縄防衛局より金武町に報告された。
レンジ4の訓練施設は海兵隊に引き渡されたため、その後も使用の際に抗議が行われている。複合射撃場の概要については別項を参照のこと。

#### 陸上自衛隊の施設共同使用
2006年4月には在日米軍再編についての最終案がまとまり、陸上自衛隊も同基地で訓練を行うことが可能になるよう取り決めたと同時に、米軍再編円滑化 特措法に基づく「再編交付金」制度を創設した。
これに対し、金武町、宜野座村、恩納村の首長や議長らでつくる「キャンプ・ハンセンに関する3町村連絡協議会」は米軍施設の北部集約と陸自のキャンプ・ハンセン共同使用反対を強く表明し、地元金武町議会は自衛隊の施設使用に反対する決議を出した。
なお、この施設共同使用に先立ち、第一混成団（当時）が簡易手製爆弾（IED,Improvised Explosive Device）の処理訓練を本基地内で実施していたと報じられ、県内の平和団体は「カンボジアでの平和維持活動（PKO）で経験した地雷処理任務とはまったく異なる」と懸念を表明した。
2007年8月29日、日本政府は金武町、宜野座村、恩納村の陸自共同使用反対を理由にこれら三町村を再編交付金の受給候補地から除外した。11月13 日、三町村の首長は容認へ転換の方向を表明した。2008年3月、陸上自衛隊は本基地での訓練を開始した。再編交付金は交付されることになり、交付期間10年をもって終了した。

#### 新規施設の建設
この再編に呼応して各種訓練施設の拡大工事が進められた。工事はA,B,Cの3地区に区分される。
- A地区：2008年4月提供。金武IC北方、レンジ1東。射撃場。
- B地区：2008年12月提供。レンジ15東方。既存の複合射撃場のような訓練塔を備えている。
- C地区：2009年7月末完成。上述の複合射撃場であり、ここでは施設概要を説明する。レンジ16付近はレンジ4より東方であり、兵舎地区に近い。なお、移転工事は当初2008年3月末完成予定だったが海兵隊の都合により遅延した。射程は1200 mまで対応し射撃は住宅地とは反対の北西方面に向けられている。また、第161回国会答弁では「流弾・跳弾対策として、射撃用建物内では、標的の後方に高密度ゴム製の弾丸トラップという安全設備等を設置する」と述べられている[22][39]。代替施設の建設にかかる経費は7億5400万円である[40]。

なお、陸軍向け施設の建設としてはレンジ3にリペリング (Rappelling) 訓練施設なども建設されている。
また、2010年4月には新しい犬舎が完成し、軍用犬の管理に役立てられている。

#### その他
2010年9月29日には普天間飛行場駐留のヘリ部隊と連携した負傷兵救出訓練を報道陣に公開し災害支援など「こうした訓練は地域住民を救うのに役立つ」と強調したという。
2010年11月10日、第3海兵遠征軍第3海兵師団第7通信大隊のマイク・ジョンソン中尉（アフガニスタンでの戦いで戦死）を悼んで、ケリーホールにある会議室に中尉の名が命名された。
基地内には他の大型の米軍基地と同様にメリーランド大学の分校が基地内大学として開校している。

## 周辺対策
本基地に関係する周辺対策事業は他の自衛隊・在日米軍施設同様「防衛施設周辺の生活環境の整備等に関する法律」を根拠法とし（以下本節で同法と呼ぶ）、旧防衛施設庁の主導により下記が実施されてきた。
一般的に、周辺対策事業は下記のように区分され、その他にも名目をつけて予算措置がなされることがある。
- 障害防止工事の助成
- 民生安定施設の助成
- 調整交付金の交付

基地周辺対策の実施対象自治体は金武町他上記4市町村である。

### 障害防止工事
障害防止対策事業（同法3条に基づく）の内一般障害防止については、演習場運用に伴い敷地が荒廃することに起因した保水力の低下、土砂流出、洪水被害などがあり、その対策として河川改修工事、排水改修工事、砂防堰堤建設工事などの助成があり、1972年度から1998年度末時点まで、宜野座村、恩納村へ約174億の助成を実施している。
砂防ダムについては赤土流出による周辺海域の汚濁防止の観点から重視されてきた。満本裕彰によれば1950年代から60年代の恒久施設建設当時には特段の対策は採られなかったため、当時もかなりの赤土が流出したと考えられているが、定量的な記録は残っていない。その後1989年9月には都市型戦闘訓練施設の建設に伴って赤土が流出し、近傍のシャコガイ養殖場にも被害が出た。砂防ダム建設は1977年度より事業が開始されており、1993年度より貯留型砂防ダム も建設が始められ、1996年度までに8基が完成した。総事業費は24億円である。その後も砂防ダムの建設は継続されており、CTA全体では23基が計画されている。CTAを対象にした赤土流出を纏めた研究も存在する。
学校等の公共施設の騒音防止対策事業としては、航空機騒音の防止・軽減対策としては迫撃砲の実弾射撃、ヘリボーン訓練などによる騒音が存在する。これを軽減するため1983年度より小学校、中学校などに防音工事を実施し、1997年度末時点で宜野座村、恩納村に対して総計は約12億円となっている。

### 民生安定施設の助成
民生安定施設の助成は同法8条に基づき、一般助成と防音助成に分かれる。
一般助成事業として、花卉類の出荷施設、蘭栽培用温室、養豚・養鶏施設、家畜糞尿処理施設、農民研修施設等について、1973年度より金武町、恩納村、宜野座村等に助成を開始し、1997年度時点までで総計は約51億円となっている。
防音助成については学習等供用施設施設、博物館、庁舎等について1983年度から1997年度までの累計で約3億円の補助が実施されている。
他に道路改修事業として金武町、恩納村、宜野座村の町村道を対象に、1972年度から1997年度までで約18億円の補助金が交付され、演習場への進入路なども「工事費」の費目にて整備を図り同期間で総計約8億円となっている。

### 特定防衛施設周辺整備調整交付金
同法9条に基づき、特定防衛施設周辺整備調整交付金を特定防衛施設関連市町村に指定されている4市町村に対して交付している。1975年度の開始から1997年度までで総計約85億となっている。使途はこれも道路、排水路、し尿処理施設、火葬場などの公共施設の用地購入、整備である。
上記とは別に、普天間飛行場を初めとする沖縄米軍基地問題の全国的な注目によって、1997年度より「沖縄米軍基地所在市町村に関する懇談会」（通称、島田懇）が設置され、金武町も参加している。島田懇は内閣官房長官に事業の提案を行い、予算化される。国側の窓口機関としては当初は防衛施設庁那覇防衛施設局（防衛省への統合後は沖縄防衛局）が一部を担当している。
事業の目的としては「継続的な雇用機会を創出し、経済の自立に繋がるもの」「近隣市町村も含めたj広域的な経済振興や環境保全に役立つもの」などが掲げられている。
金武町での事業としては街灯の設置、ふるさとづくり整備、新開地整備事業などがある。

### その他
上記のどの費目に区分されるか明記が無いが、復帰間もない1976年3月には演習時に封鎖となる県道104号の迂回路として延長5km、幅員5.5mの迂回道路が建設され金武町道に編入された。
また、防衛施設庁はCTA全体で約19haの緑化を実施している。

### フレンドシップ・フェスティバル
毎年夏にフレンドシップ・フェスティバルが開催され、その他不定期にフリーマーケットなどのイベントがある。日時は変更になることもあるので、基地に問い合わせのうえ出掛けた方が良い旨が案内されている（基地従業員は日本人であるため日本語での通話が可能）。
ハロウィンにはパーティを開き付近の子供たちを招待してお菓子を渡している。
また、金武町商工会の職員を招いてボウリングなどの親睦イベントが実施されている。2010年4月末には駅伝も実施された。

## 事故と対応

### 砲撃訓練
県道104号線超えの実弾砲撃訓練は1997年に本土に移転されたが、移転前にも米軍自身の自主規制は行われている。地元要請のうち住宅地に近い砲座（GP）の廃止などに対応して、小学校に近い3箇所のGPを小学校終業時間以降の使用としたり、当該の砲座を使用する演習自体を、周辺人口の増加を理由に1993年以降廃止したりした措置などである。

### 赤土流出
赤土流出の環境対策としては、下記が実施されている。
1. 建設工事の実施に当たっては「日本環境管理基準」を遵守し「沖縄県赤土等流出防止条例」を考慮
2. 建設業者に対し、赤土流出防止計画の提出を義務
3. のり面を安定させるため植栽を実施
4. 赤土流出防止さく及び防水シートを使用して工事を実施

なお流出量については2001年の実績値で県全体30万トンのうち米軍基地全体で2万3000トンとなっている。
植栽については、海兵隊環境保全課では1998年10月より、着弾地域の裸地化部分の緑化に資するため、傾斜地での養生用に粘着性を強化した団粒固定添加剤を混合した草木類の種子散布を実験的に開始している。その後2001年度も継続して予算がつけられた際、『琉球新報』にて報じられている。

### 山火事への対応
演習場内は森林地帯であるため、山火事が度々発生している。山火事の発生件数は復帰以降2003年半ばまでで380件、焼失面積は合計3140haであり、沖縄米軍施設で発生した原野火災の大半を本基地での火災が占めている。火事の原因は不発弾の着火、降下訓練の失敗による夜間の死傷兵捜索において照明弾を使用した等である。これに対しての対策は半年ごとに米軍による清掃作業が実施され、その際に発見された不発弾を処理しているという。
これに対しては沖縄防衛局（旧那覇防衛施設局）により防火水槽、防火用道路が整備されている。米軍は発生の際は日本側にも通報し、消防車が入れない地区での山火事の場合にはヘリコプターによる空中消火を実施している。問題は夜間の空中消火は困難であるため、このような方法は日没が限界となることである。

### 流れ弾への対応
基地からの流れ弾などによる被弾事故は1972年の復帰より2009年までに10件となっている。内容としては、昭和時代には照明弾の落下、貯水タンクへの小銃弾貫通、信管不良による過早爆発等による民家、サービスエリアへの破片落下などがあった。対策としては、上述の複合射撃施設で述べたように、設置場所や射撃方向への配慮が挙げられる。

### 日米合意による他施設からの移転
かつて存在した読谷補助飛行場ではパラシュート降下訓練が実施されており、落下したトレーラーに小学生の女児が押し潰されるなどの被害が発生していた。そのため読谷村では1979年以降訓練中止の運動を実施してきた経緯がある。この訓練は1995年7月の日米合同委員会報告にて、キャンプ・ハンセン境界線上の宜野座ダムに移転されることが決定した。その後、1999年10月の日米合同委員会報告では伊江島補助飛行場への移転が決定された。
また、同飛行場内に設置されていた楚辺通信所についても同村は撤去を求めたため、代替施設が本基地敷地内に建設が検討され、2000年9月に移転の見通しが立ち、移転工事が実施された後2006年12月に同通信所は日本側に返還された。

### 墜落事故
2013年8月5日、嘉手納基地所属の救難ヘリHH-60がキャンプ・ハンセン内にある水源地、大川ダムのすぐそばで墜落し、取水制限が続いた。米軍は立入調査認めず、翌年、米海兵隊太平洋基地環境課は墜落地点の土壌調査で環境基準値の74倍の鉛や21倍のヒ素を検出したと発表したが、大川ダムの水は安全だと宣言した。